# Magliano de' Marsi
Magliano de' Marsi là một đô thị thuộc tỉnh L'Aquila trong vùng Abruzzo Ý. Đô thị này có diện tích 67 km², dân số 3534 người. Các làng trực thuộc: Marano, Rosciolo. Các đô thị giáp ranh gồm: Borgorose (RI), L'Aquila, Massa d'Albe, Rocca di Mezzo, Sante Marie, Scurcola Marsicana, Tagliacozzo